# La sindrome di Lazzaro (film 1979)
La sindrome di Lazzaro (The Lazarus Syndrome) è un film per la televisione statunitense del 1979 diretto da Jerry Thorpe.